# Apristurus aphyodes
Apristurus aphyodes  (лат.) — один из видов рода чёрных кошачьих акул (Apristurus), семейство кошачьих акул (Scyliorhinidae).
Накайя и Сато в 1999 году разделили род Apristurus на три группы: longicephalus (2 вида), brunneus (20 видов) и spongiceps (10 видов). Apristurus aphyodes принадлежит к группе spongiceps, для представителей которой характерны следующие черты: короткая, широкая морда, от 7 до 12 спиральных кишечных клапанов, верхняя губная борозда почти равна или короче нижней борозды; непрерывный надглазничный сенсорный канал.

## Ареал
Это глубоководный вид, обитающий в северо-восточной Атлантике в водах Франции, Дании, Ирландии, Испании и Великобритании между на глубине 1014—1018 м, при температуре 3,67°C—9,57 °C и солёности 35,13—34,87 промилле.

## Биология
Размер подростков составляет 40—46 см, половая зрелость наступает при длине 41—50 см. Максимальный зафиксированный размер 57 см. Рацион состоит из ракообразных, кальмаров и маленьких рыб. Размножается, откладывая яйца, заключенные в твёрдую капсулу. Размер капсулы 5—6,8 см в длину и 2,5—2,9 в ширину. На переднем конце капсулы имеются две волокнистые нити, на заднем конце также есть два маленьких отростка по углам. Вероятно, эти нити служат для прикрепления капсулы ко дну.

## Взаимодействие с человеком
Изредка попадает в качестве прилова в глубоководные сети. Данных для оценки состояния сохранности вида недостаточно.